# Stepnoi (Rodnikí)
Stepnoi - Степной (rus) és un possiólok del krai de Krasnodar, a Rússia. El 2010 tenia 950 habitants. És a 9 km al nord-est de Belorétxensk i a 74 km al sud-est de Krasnodar. Pertany al possiólok de Rodnikí.